# Eduardo Vargas
Eduardo Jesús Vargas Rojas (* 20. listopadu 1989) je chilský fotbalový útočník, momentálně hrající v německé Bundeslize za klub TSG 1899 Hoffenheim.
S chilskou reprezentací se zúčastnil Mistrovství světa 2014 v Brazílii, kde chilský národní tým vypadl po vyrovnané bitvě v osmifinále s Brazílií v penaltovém rozstřelu.